# Pyrenacantha grandifolia
Espèce
Pyrenacantha grandifolia Engl. est une espèce de lianes de la famille des Icacinaceae et du genre Pyrenacantha, endémique du Cameroun.

## Distribution
Endémique, très rare, elle n'a été observée que sur un seul site, près de Bipindi dans la Région du Sud, où Georg August Zenker l'a trouvée en octobre 1907. Les deux collections réunies à cette époque ont été détruites, et l'espèce n'a pas été revue depuis.